# Эмперадор Карлос V (броненосный крейсер)
Броненосный крейсер «Эмперадор Карлос V» (исп. Emperador Carlos V) — боевой корабль испанского флота, построен в единственном экземпляре. Из-за особенностей бронирования иногда относился специалистами к бронепалубным крейсерам. В определённой степени, являлся развитием идей, заложенных в итальянских типа «Италия». Проект развития не получил.

### Корпус

Эмперадор Карлос V в 1910 году

## Конструкция

### Силовая установка
Корабль оснащался двумя паровыми машинами общей мощностью до 15000 индикаторных сил. На ходовых испытаниях 22 апреля 1897 года была достигнута скорость в 18,8 узлов, но в практической службе корабль не выдавал более 16 узлов.
Достоинством корабля был огромный — 1800 тонн — запас угля, что существенно увеличивало радиус действия. Для Испании, немногочисленные оставшиеся колониальные владения которой были удалены от метрополии, большой радиус действия был значительным преимуществом.

### Бронирование
Основу защиты корабля составляла мощная карапасная броневая палуба, достигавшая значительной толщины в 165 миллиметров. Палуба закрывала от снарядов всю подводную часть корабля, в центре корпуса поднимаясь выше ватерлинии.
Броневого пояса по ватерлинии корабль не имел. Только выше ватерлинии броней толщиной 50-мм (из 25-миллиметровых стальных плит фирмы «Сименс», положенных на 25-миллиметровые хромоникелевые плиты) прикрывалась батарея 140-мм орудий. Поэтому по сути своей «Эмперадор Карлос V» являлся бронепалубным крейсером.
Остальная часть корпуса, за исключением артиллерии, не бронировалась. Барбеты орудий главного калибра и казематы скорострельной артиллерии стояли прямо на верхней палубе, и под ними до броневой палубы оставался значительный незащищенный промежуток, уязвимый для любых попаданий.
Тяжелые орудия были защищены 250-миллиметровой толщины броневым барбетом, и прикрывались сверху 80-миллиметровыми броневыми куполами, вращающимися вместе с пушками.

### Вооружение
Основу вооружения корабля составляли два 280-миллиметровых 35-калиберных орудия системы Онториа. Орудия имели дальность стрельбы до 10500 метров, их скорострельность составляла не более 1 выстрела в минуту. Оба орудия размещались в отдельных барбетных установках, одно на носу, другое — на корме корабля.
Батарея вспомогательной артиллерии состояла из восьми (по четыре на борт) 140-миллиметровых скорострельных орудий. Четыре пушки стояли в бронированном каземате в надстройке, остальные четыре — на крыше каземата, за щитами. Помимо них, еще имелось четыре 100-миллиметровые и две 12-фунтовые скорострельные пушки, а также ряд пулеметов.

## Оценка проекта
Несмотря на ряд удачных конструктивных деталей, в целом «Эмперадор Карлос V» являлся скорее неудачей испанского кораблестроения. Принятая на нем схема бронирования не соответствовала защите столь крупного корабля ни от тяжелых орудий (которые легко пробивали бы 50-миллиметровую броню), ни от скорострельной артиллерии (которая поражала бы небронированый борт). Кроме того, вооружение корабля было устаревшим. Его единственным неоспоримым достоинством был значительный радиус действия, позволявший использовать его в качестве представительского корабля.